# Jardim Tunduru

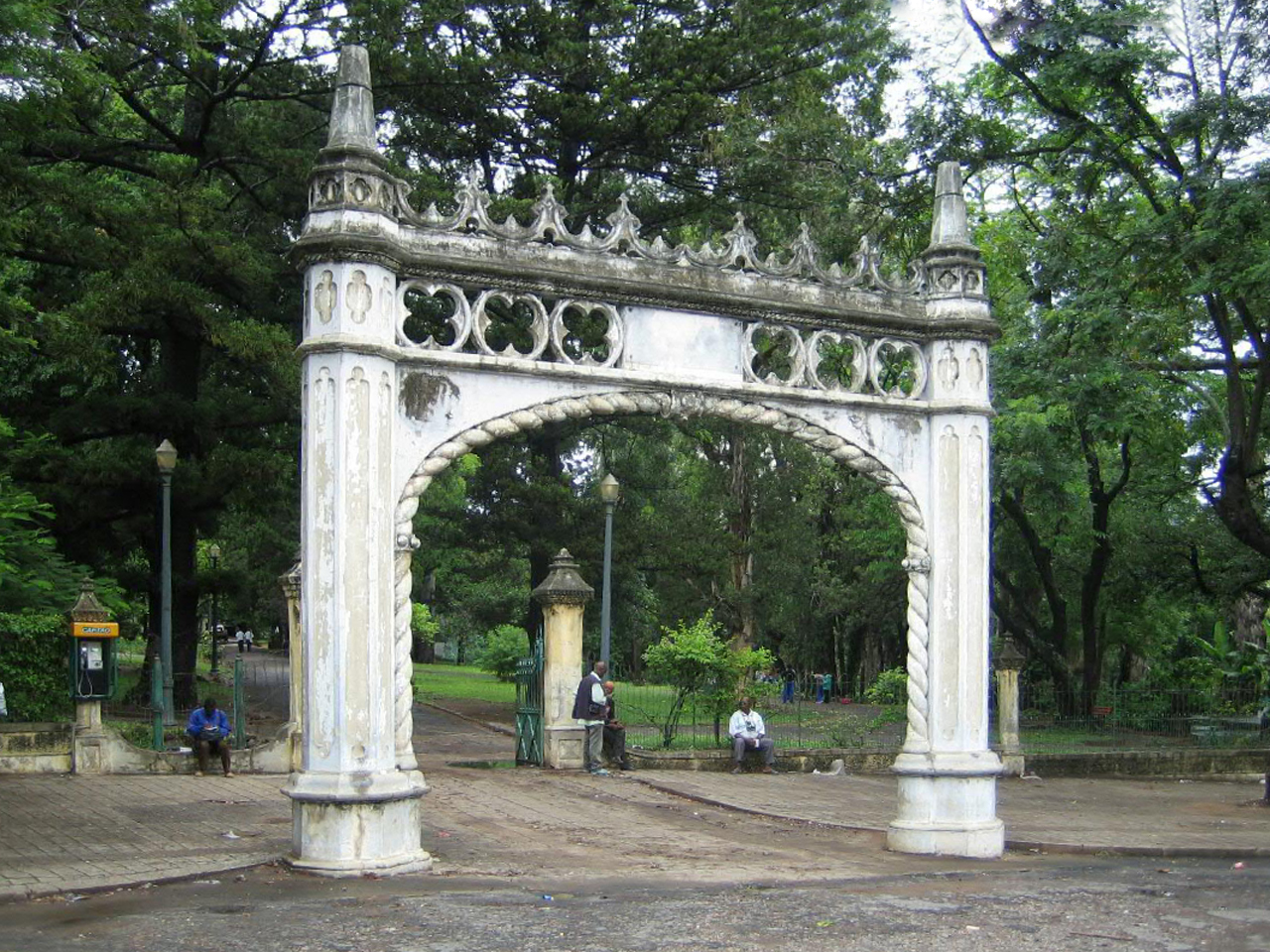
Das bis heute erhaltene im manuelinischen Stil gehaltene Eingangsportal des Parks

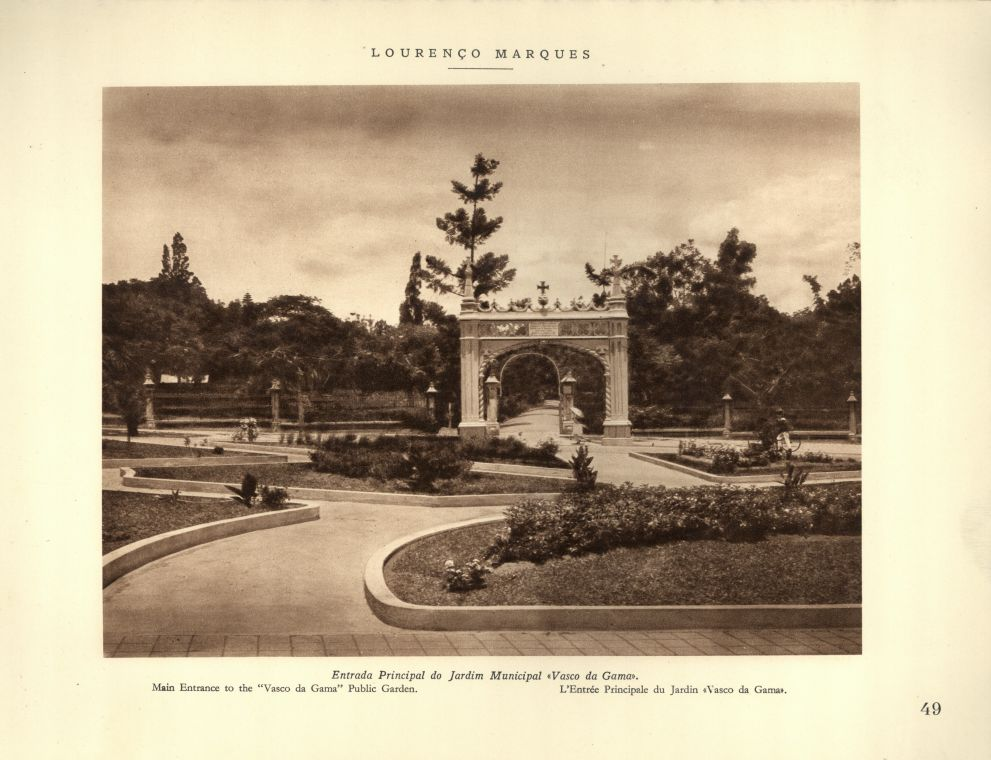
Eingangsportal 1929

Der Jardim Tunduru ist eine großflächige, 64.000 Quadratmeter große Parkanlage im Zentrum der mosambikanischen Hauptstadt Maputo. Der im 19. Jahrhundert unter dem Namen Jardim Municipal Vasco da Gama eröffnete Park gehört zu den größten seiner Art des Landes.

## Geschichte
1885 gründete sich in der damals genannten Stadt Lourenço Marques die „Gesellschaft für Baum- und Pflanzkultur“ (Sociedade Arboricultura e Floricultura), die sich zum Ziel gesetzt hatte in der Stadt eine Parkanlage errichten zu lassen. Nach zahlreichen Gesprächen mit dem Gouverneur der Kolonie war es ihr gestattet eine dreizehn Hektar große Anlage westlich der Ponta Vermelha zu errichten. 1887 war bereits ein Großteil der Anlage bepflanzt.
Der Park erhielt immer mehr Zulauf, sodass dieser 1897 einen Zaun und ein großes Tor erhielt. Zum 400. Todestag von Vasco da Gama 1924 ließ der Stadtkommandant Victor Hugo de Azeredo Coutinho ein im manuelinischen Stil gehaltenes Eingangstor für den Park errichten.
Im Zuge der Unabhängigkeit Mosambiks erhielt der Park 1975 seinen neuen Namen Jardim Tunduru, benannt nach dem tansanischen Distrikt Tunduru, in dem unter anderem Widerstandskämpfer der FRELIMO ausgebildet worden waren.
Im Laufe der darauffolgenden Jahrzehnte erhielt der Park keine weitere Pflege, sodass sein Zustand nach Medienberichten beklagenswert war. Eine Sanierung des Parks war bereits 2012 angekündigt worden, doch der Ankündigung folgten keine Taten. Erst für die Lokalwahlen 2013 verkündete der Bürgermeister von Maputo, David Simango, die Sanierung des Parks innerhalb eines Jahres an. Die Bauarbeiten begannen im November 2013 und sollen 2014 beendet sein. Die Kosten werden auf 165 Millionen Meticais (etwa 3,8 Millionen Euro) geschätzt, die Finanzierung übernehmen die Stadt Maputo, die CFM, die Stiftung des Bergbaukonzerns Vale (Fundação Vale) und das Instituto Nacional do Turismo.